# Petegd
Petegd (Petid), település Romániában, a Partiumban, Bihar megyében.

## Fekvése
A Fekete-Körös közelében, az alföldi síkság szélén, Tenkétől délkeletre, a Belényesi út mellett fekvő település.

## Története
Petegd nevét 1374-ben említette először oklevél Peteghd néven.
1587-ben Petegd, 1692-ben Petegye, 1808-ban és 1913-ban Petegd néven írták.
Petegd egykori birtokosa a nagyváradi 1. sz. káptalan volt.
1851-ben Fényes Elek írta a településről:
Bihar vármegyében, egyenes földön. Lakja 859 óhitü, anyatemplommal. Vize az ugy nevezett Kristyor, melly a Fekete-Körös árját veszi fel. Birja a váradi deák káptalan.

## Nevezetességek
- Görögkeleti temploma.